# Octavio Montserrat Chapa-Luna
Octavio Montserrat Chapa-Luna (Carlet, la Ribera Alta, 1905 - Almeria, 1985) va ser un músic, director de banda i compositor valencià. Als set anys es va iniciar en solfeig i clarinet, sota el mestratge d'Ernesto Crespo i de Pasqual Pérez Choví. Amb el primer va seguir després estudis de contrapunt, fuga i composició a Cadis. Va dirigir diverses bandes de música, a Alfarb, Antella, Llíria i Alberic, i va contribuir a la creació, el 1932, del Cos Nacional de Directors de Bandes de Música Civils. D'idees republicanes, al final de la guerra civil estigué a França en un camp de concentració amb els vuitanta-quatre músics de la banda que dirigia en incorporar-se a files. Posteriorment va dirigir la banda de la Unió Artística Musical de Montroi des de la creació d'aquesta el 1945, i la de Villanueva del Arzobispo entre el 1953 i el 1954. El 1954 es traslladà a Lorca per a dirigir la Banda Municipal de Música d'aquesta ciutat fins al 1962, any de la seua anada a dirigir la d'Almeria, on va residir fins a la seua mort a l'edat de vuitanta anys.

## Obres
- Regiones, suite
- Cromatisme, mètode de clarinet
- Montroy, pasdoble
- Elenita López
- En memoria, marxa
- Thoby, vals-jota
- Unión Deportiva, pasdoble
- Carmencita Sala[4]

## Premis
- Primer Premi al Certamen de Bandes de València del juliol de 1953, amb el pasdoble Montroy.
- Primer Premi del Certamen de Bandes celebrat a Múrcia el 1955, dirigint la municipal de Lorca.[5]